# خورشیدگرفتگی ۷ اکتبر ۱۸۰۱
خورشیدگرفتگی ۷ اکتبر ۱۸۰۱ (به انگلیسی: Solar eclipse of 7 October 1801) یک خورشیدگرفتگی از نوع خورشیدگرفتگی جزئی بود که در نیوزیلند و جنوبگان قابل دیدن بود. این خورشیدگرفتگی در تاریخ ۷ اکتبر ۱۸۰۱ روی داد که زمان اوج آن، ساعت ۱۹:۴۲:۳۴ به‌وقت ساعت هماهنگ جهانی بوده‌است.